# Lorenzen Wright
Pour les articles homonymes, voir Wright.
Lorenzen Vern-Gagne Wright, né le 4 novembre 1975 à Memphis au Tennessee et mort le 28 juillet 2010, est un basketteur professionnel américain qui évoluait aux postes de pivot et d'ailier fort.

## Biographie

### Carrière sportive
Il est retenu en 7e position par les Clippers de Los Angeles lors de la Draft 1996 de la NBA. Bon rebondeur, il a joué aux Clippers (1996-1999), aux Hawks d'Atlanta (1999-2001, puis 2006-2008), aux Grizzlies de Memphis (2001-2006), aux Kings de Sacramento (2008), et enfin aux Cavaliers de Cleveland (2008-2009).

### Décès
Lorenzen Wright est porté disparu fin juillet 2010. On retrouve son corps sans vie à Memphis le 28 juillet 2010.
Enlisée pendant plus de sept ans, la résolution du mystère de sa mort rebondit en février 2018 avec la découverte de l'arme du crime au fond d'un lac.